# 胡麻川
胡麻川（ごまがわ）は、京都府南丹市日吉町を流れる淀川水系桂川の二次支流の一級河川。

## 地理

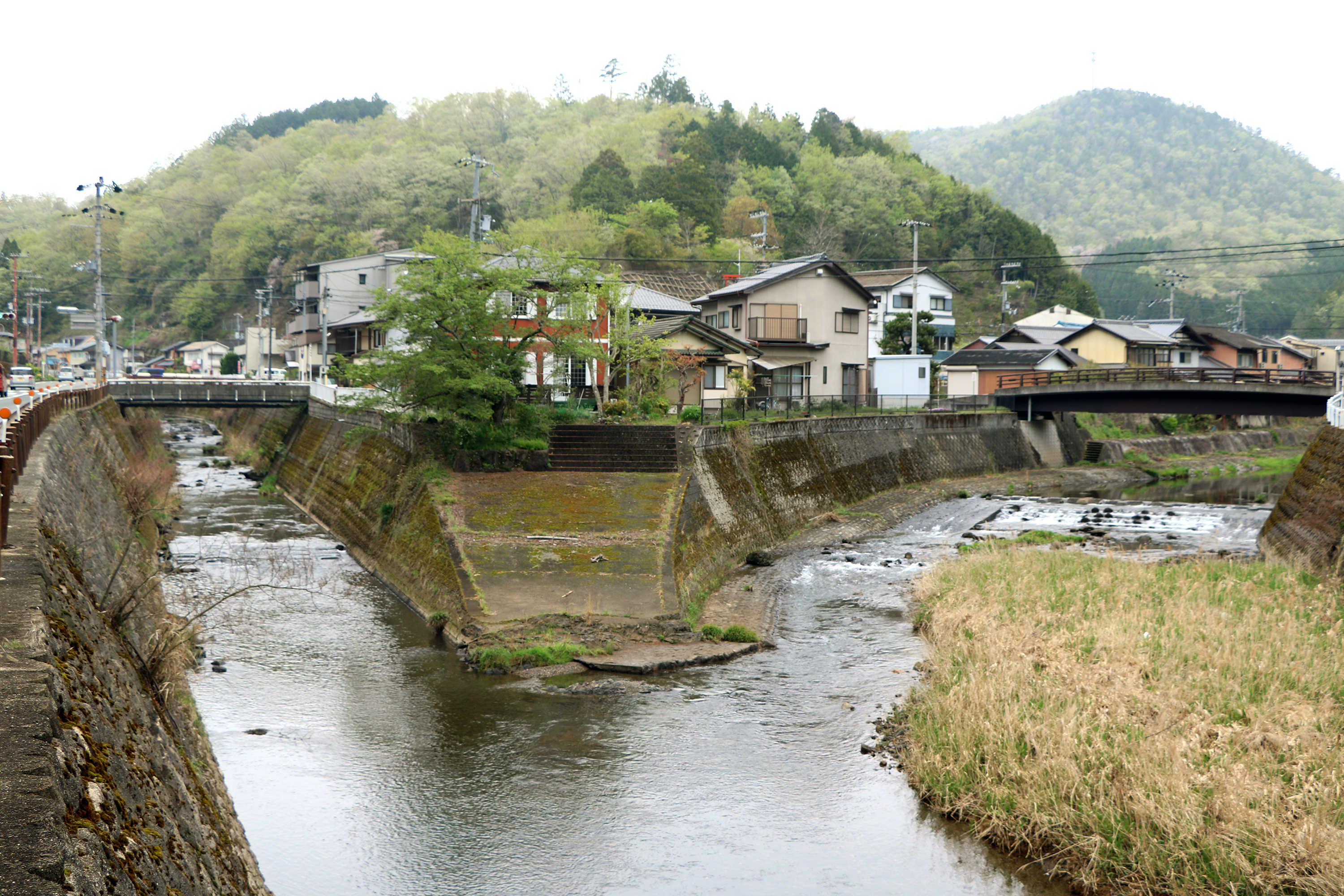
田原川と胡麻川の合流地点に設けられた分流堤（背割堤・瀬割堤）。舟先のような形状をしている。左が胡麻川、右が田原川。2024年4月21日撮影。

日吉町胡麻の土橋・広野を起点に胡麻地域の高原の水を集め南東流、山陰本線や京都府道50号京都日吉美山線に沿って流れ、日吉町保野田で志和賀川が合流する。日吉町殿田の南丹市立殿田小学校前で日吉町田原からの流れと合流し、田原川となる。

### 胡麻分水嶺
日吉町胡麻新町の分水界で、桂川水系と由良川水系の畑郷川に分かれる幅700ｍもの平坦な谷中分水界がある。この分水界は、京都府レッドデータブックで「消滅危惧」のカテゴリーとなっている
。

### 丸山

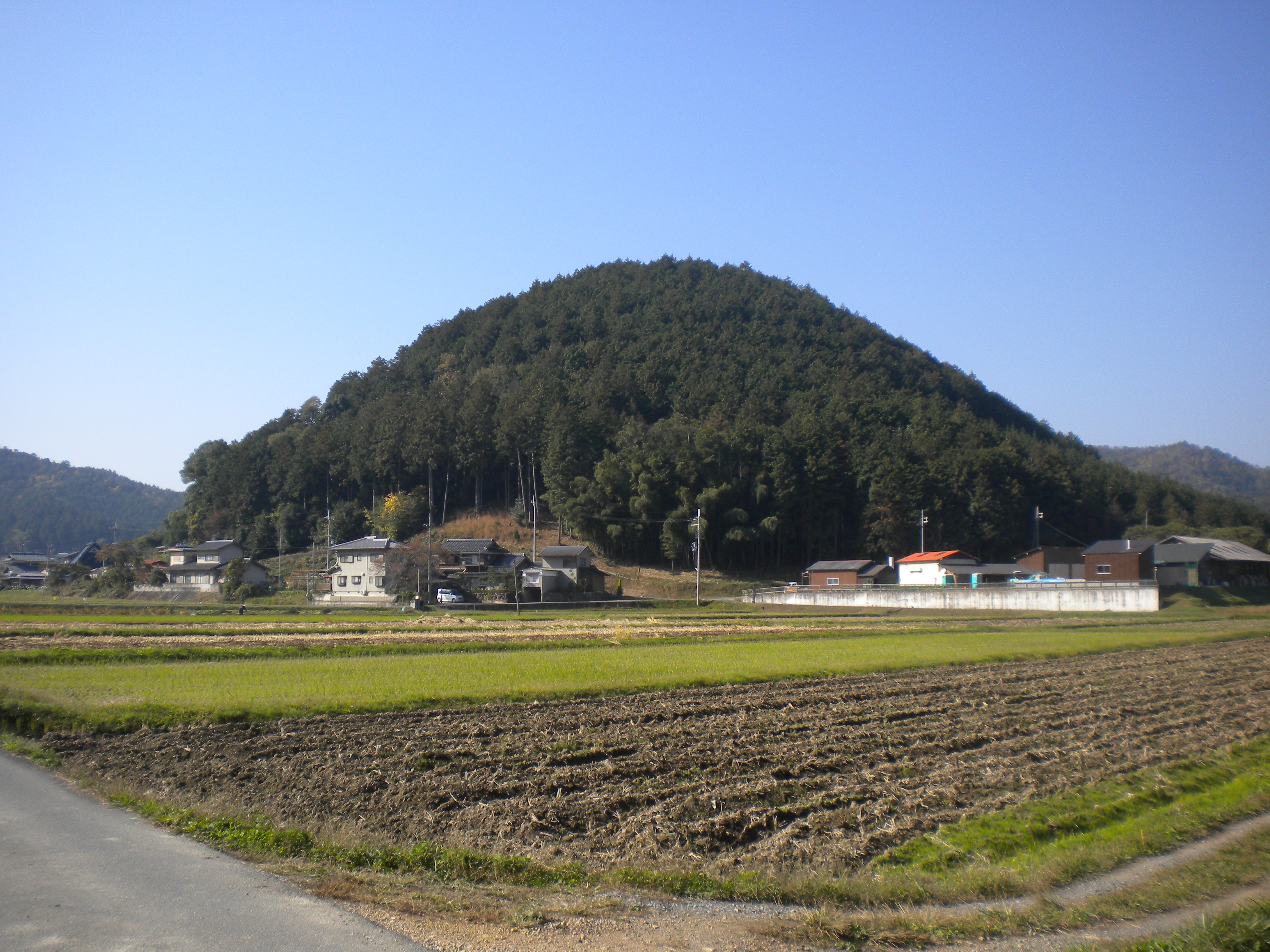
京都府南丹市胡麻にある丸山

日吉町上胡麻にある丸山（まるやま）は環流丘陵と呼ばれる地形で、かつて北流していた川がこの丘を巻くようにして流れていたためにできたものである。40万年前頃、日吉町上胡麻塩貝を蛇行していた流路の浸食作用が進んで胡麻駅付近で切られて短縮し、新・旧の流路の間に孤立した丘として残った。京都府レッドデータブックで「要注意」のカテゴリーとなっている。

## 流域の村
南丹市（日吉町）
- 胡麻
  - 胡麻
  - 上胡麻
  - 志和賀
  - 保野田
- 世木
  - 殿田

## 主な支流
- 隅田川
- 仲村川
- 葛森川
  - 下川
- 山田川
- 保戸原川
- 追谷川
- 村杉川
- 西乗川
- 志和賀川
  - ヘナミ川
  - 草貝川
  - 八栄川
  - 志保谷川

## 主な橋梁
一般道路
- 岸根橋（日吉町保野田）
- 保野田橋（日吉町保野田）
- 家田橋（日吉町保野田）
- 尾崎橋（日吉町殿田）

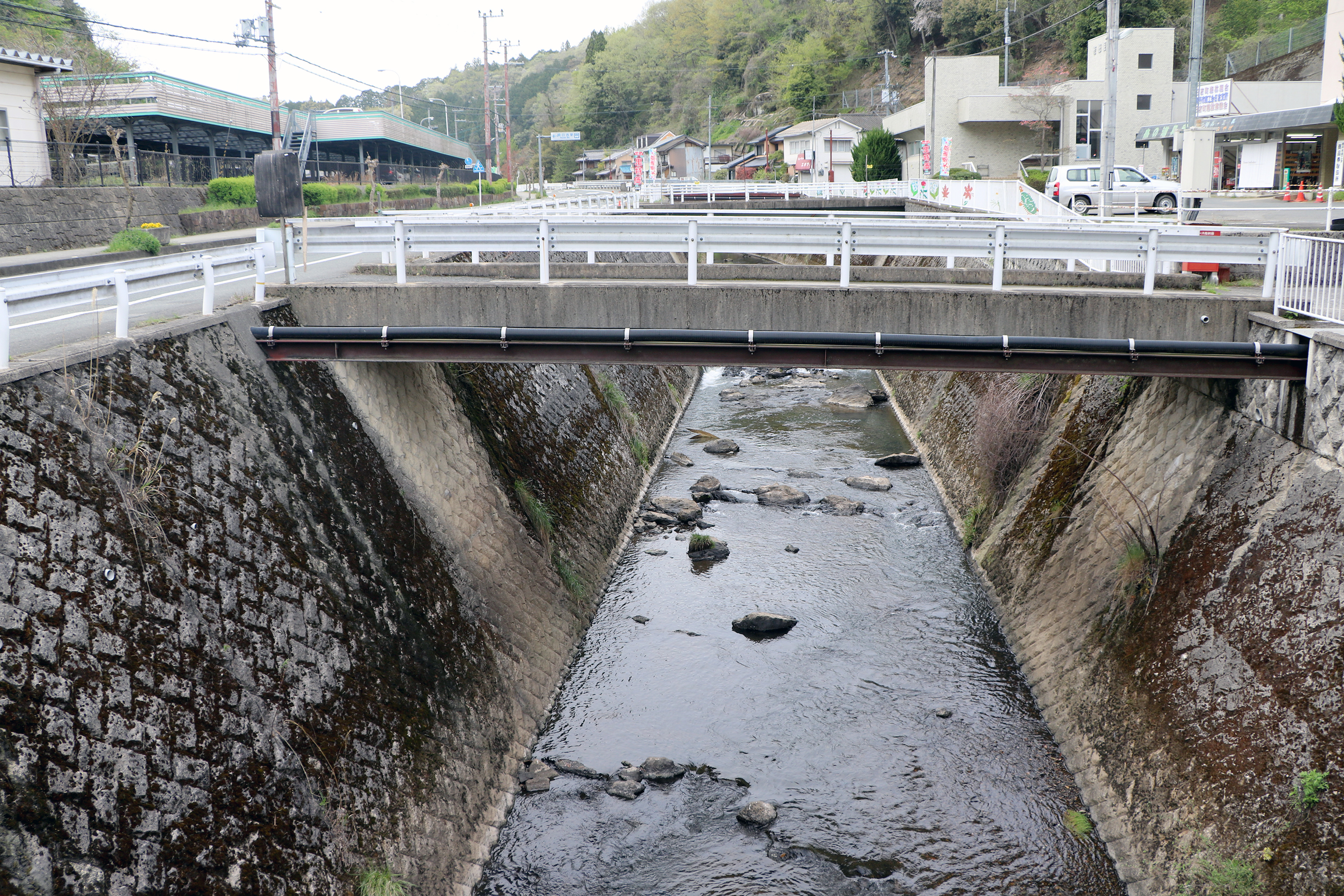
日吉駅前区間に15本の個人橋が連なる胡麻川。殿田駅（現在の日吉駅、写真の左）を建設するために胡麻川の流れは東側に寄せ変えられた。

- 個人橋 – 保野田から殿田までの約400mの区間には14本の個人所有の橋が架かっている。

歩行者用
- のぞみはし – 1996年（平成8年）2月竣工。鍼灸大学前駅のロータリーと駅舎を繋ぐ橋

鉄道橋梁
- 第一胡麻川橋梁
- 第二胡麻川橋梁
- 第三胡麻川橋梁
- 第四胡麻川橋梁

## 流域にある水道施設
水道施設（簡易水道の浄水場）
- 南丹市日吉胡麻水道施設 – 南丹市日吉町畑郷後野22番地1外

下水道施設（農業集落排水処理施設）
- 南丹市日吉胡麻浄化センター – 日吉町胡麻向山34番地

## 漁業権
大堰川漁業協同組合の漁業権域に属している。

## 流域にある主な施設
- 南丹市立胡麻郷小学校 – 日吉町胡麻中野辺谷3番地の3
- JR胡麻駅 – 日吉町胡麻角上2-2
- 南丹市日吉胡麻コミュニティセンター – 日吉町胡麻的場1番地2
- 南丹市日吉胡麻基幹集落センター – 日吉町胡麻才ノ本10番地1
- 南丹市日吉総合運動広場 – 日吉町胡麻向大戸4番地3外
- 南丹市日吉ユースホール – 日吉町胡麻向大戸4番地1
- 南丹市日吉アーチェリー射場 – 日吉町胡麻向大戸4番地1
- 南丹市日吉野外ステージ – 日吉町胡麻向大戸4番地1
- 京都中部広域消防組合園部消防署日吉出張所
- JR鍼灸大学前駅 – 日吉町保野田岩ヶ下9-6
- 明治国際医療大学 – 日吉町保野田ヒノ谷6-1
- 明治国際医療大学附属病院 – 日吉町保野田ヒノ谷6-1
- いきいきオアシス日吉 – 日吉町保野田長通16−3
- 南丹市日吉生涯学習センター「遊youひよし」 – 日吉町保野田長通24番地
- JA京都日吉支店ライスセンター – 日吉町保野田綿ケ迫3−4
- 南丹市社会福祉協議会 本所 – 日吉町保野田垣ノ内11番地
- 南丹市役所 日吉支所 – 日吉町保野田市野3番地1
- JR日吉駅 – 日吉町保野田市野1-4
- 南丹市日吉駅交流センター – 日吉町保野田市野1-4
- 日吉郵便局 – 保野田市野6-8
- 南丹警察署保野田駐在所 – 日吉町保野田金堀2−12
- 南丹市日吉産業振興会館 – 日吉町殿田尾崎8-1